# Convento de las Concepcionistas Franciscanas (Escalona)
El convento de las Concepcionistas Franciscanas, o monasterio de la Encarnación, es un edificio de la localidad española de Escalona, en la provincia de Toledo.

## Descripción
Está ubicado en la localidad toledana de Escalona, en la comunidad autónoma de Castilla-La Mancha. Los inicios de su construcción, promovida por Diego López Pacheco, se remontan al año 1521. Fue declarado monumento histórico-artístico de carácter nacional el 25 de abril de 1974, mediante un decreto con la rúbrica del dictador Francisco Franco y el ministro de Educación y Ciencia, Cruz Martínez Esteruelas. En la actualidad cuenta con el estatus de bien de interés cultural.